# Noord-Centrale Voetbalbond
De Noord-Centrale Voetbalbond (NCVB), vanaf 1940 Afdeling Zwolle genoemd, is een voormalig onderbond van de KNVB voor de regio Zwolle. De bond werd op 6 oktober 1906 opgericht. Bij de bond speelden voornamelijk clubs uit Noordwest Overijssel, Zuidelijk Drente, Salland en Noordelijk Veluwe.

## Geschiedenis
Op 6 oktober 1906 werd de Noord-Centrale Voetbalbond opgericht in Steenwijk door vertegenwoordigers van de voetbalclubs Forward uit Frederiksoord, MVV uit Meppel en SVV uit Steenwijk. De bond sluit zich direct aan bij de Nederlandse Voetbalbond (NVB). Doordat behalve de Friesche en Groninger Voetbalbond verder geen andere voetbalbonden in het noorden van het land waren aangesloten bij de NVB werd het gebied van de NCVB vrij groot. Plaatsen zoals Coevorden, Hoogeveen en Steenwijk in het noorden, en Olst, Raalte en Ommen in het zuiden en oosten vormden de grens van de NCVB. De NVB besloot daarom dat zodra een andere bond opgericht zou worden er een mogelijke herindeling zou plaatsvinden.
Pas in 1926 werd de Drentse Voetbalbond (DVB) opgericht en werd onder andere Coevorden definitief aan de DVB gevoegd. Overigens waren in de enkele jaren daarvoor al enkele clubs uit Coevorden naar de in 1921 opgerichte Zuid-Drentsche Voetbalbond gegaan. De plaatsen Hoogeveen en Meppel bleven echter aangesloten bij de NCVB. Begin jaren twintig verdwenen ook de clubs uit Olst uit de bond. Deze gingen naar de Geldersche Voetbalbond waar ook de stad Deventer toebehoorde.
In 1940 werd het voetbal in Nederland geherstructureerd. De vele voetbalbonden die Nederland had gingen samen tot 1 hoofdbond (KNVB) met 20 afdelingen. Hierbij ontstond onder andere de afdeling Zwolle. Het kwam er eigenlijk op neer dat de diverse bonden uit de regio opgingen in de Noord-Centrale Voetbalbond.
In 1996 verdwenen alle onderbonden in Nederland. De competities van de onderbonden gingen over in nieuwe competities als lagere klassen bij de KNVB. Zo werd het hoogste niveau van de Afdeling Zwolle de Vijfde klasse van de KNVB. Voor deze tijd was de Vierde klasse het laagste niveau bij de KNVB. De clubs uit de regio Zwolle degradeerden naar de hoogste klasse van de Afdeling Zwolle. Andersom promoveerden ze vanuit de hoogste klasse van de afdeling naar de Vierde klasse van de KNVB.